# Ineke Tigelaar
Willemina Hendrika Tigelaar, detta Ineke (Hilversum, 9 ottobre 1945), è una nuotatrice olandese.

## Carriera

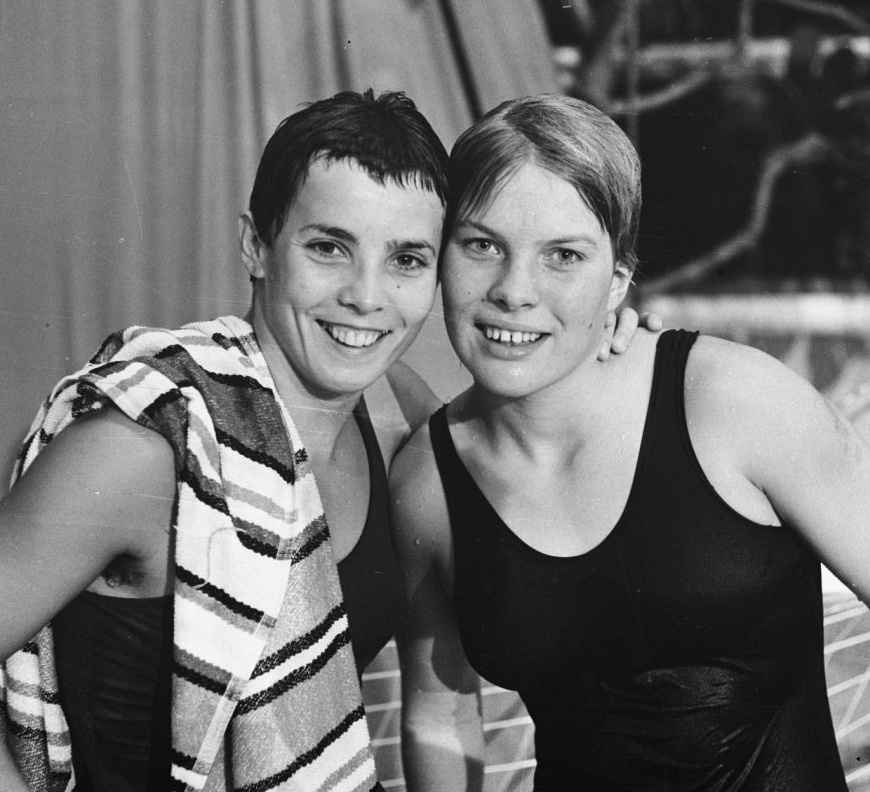
Ineke Tigelaar con Ursula Brunner nel 1963

Allenata da Jan Stender, a sedici anni prese parte ai campionati europei di Lipsia, ottenendo ben quattro medaglie: a livello individuale vinse un argento nei 400 m stile libero e un bronzo nei 100 m stile libero, mentre in staffetta conquistò l'oro nella 4x100 m stile libero, insieme a Cocki van Engelsdorp Gastelaars, Adrie Lasterie ed Erica Terpstra, nonché l'argento nella 4x100 m misti, insieme a Ria van Velsen, Klenie Bimolt e Ada Kok. Nella staffetta 4x100 stile, le quattro atlete stabilirono inoltre il record europeo fissandolo a 4'15"1.
Due anni più tardi, nel giugno del 1964, migliorò nuovamente il record europeo in staffetta portandolo a 4'12"3 e nel mese di ottobre prese parte alle Olimpiadi di Tokyo, dove gareggiò solo nei 400 m stile libero.    In questa competizione, non ottenne buoni risultati, fermandosi alle batterie e ottenendo il sedicesimo piazzamento generale.
Tra il 1961 e il 1964, conquistò sei titoli nazionali sulle distanze dei 100 m, 400 m e 1500 m stile libero.
Ineke Tigelaar non prese parte ad altre competizioni internazionali, ritirandosi nella metà degli anni sessanta.

## Palmarès
| Giochi olimpici          | 400 m sl               | ---             | ---          | ---             |
| 1964 Tokyo Giappone      | 16ª in batteria 5'01"8 | ---             | ---          | ---             |
| Campionati europei       | 100 m sl               | 400 m sl        | 4 × 100 m sl | 4 × 100 m mista |
| 1962 Lipsia Germania Est | Bronzo: 1'03"3         | Argento: 4'57"3 | Oro: 4'15"1  | Argento: 4'42"9 |